# Welplaathaven
De Welplaathaven is een haven in het Botlek-gebied in Rotterdam. De haven is genoemd naar het voormalige eiland de Welplaat, dat met het oostelijke deel van het eiland Rozenburg werden vergraven tot industriegebied Botlek.